# Лунэ
Лунэ (монг. Лүн) — один из двадцати семи сомонов аймака Туве (ранее Центрального аймака), Монголия. Расположен в западной части аймака в степной зоне в 135 км от столицы страны Улан-Батора и в 175 км от центра аймака.
Площадь составляет 252 955 га. Основан в 1924 году. Это небольшой сомон с населением около 2600 человек. К западу от центра сомона протекает река Туул.

## Население
| 2002   | 2003  | 2004  | 2005  | 2006  | 2007  | 2008  | 2009   | 2010   | 2011   |
| ------ | ----- | ----- | ----- | ----- | ----- | ----- | ------ | ------ | ------ |
| ▲3,047 | 2,873 | 2,617 | 2,572 | 2,474 | 2,515 | 2,485 | ▲2,518 | ▲2,604 | ▲2,609 |

## Климат
Климат резко континентальный. Средняя температура января −22,5 градусов, июля +17,5 градусов.

## Фауна
Водятся косули, лисы, корсаки, волки, дикие кошки-манулы.
В сомоне имеются: школа, больница, торгово-культурные центры.

## Известные уроженцы
- Дарамын Тумур-Очир (1921—1985) — монгольский политик.
- Данзандаржаагийн Сэрээтэр (род.1943) — монгольский борец вольного и греко-римского стилей, бронзовый призёр Олимпийских игр.
- Доржийн Цэрэндулам (1910—1999) — народный артист Монгольской Народной Республики.
- Жамбалын Мэнд-Амар (род.1945) — монгольский композитор, заслуженный артист Монголии.
- Гомбин Мягмарнаран (род. 1946) — монгольский актёр театра и кино. Народный артист Монголии .